# Битка код Божеа
Битка код Божеа, која се одиграла 22. марта 1421. године између краљевине Енглеске на једној, и француско-шкотског савеза на другој страни, представља велики пораз за Енглезе у Стогодишњем рату. Енглеску војску је предводио Томас од Ланкастера, први Војвода од Кларенса. Француско-шкотске снаге су биле под вођством Џона Стјуарта, другог грофа од Бјукана, као и Сира де Лафајета, француског конетабла у то време. Сматра се да је Ланкастер окупио око десет хиљада људи, наспрам шест хиљада савезника.

## Позадина
Француска је од 1407. била захваћена грађанским ратом Армањака и Бургунђана, два огранка владајуће династије. После победе Хенрија V код Азенкура (25. октобра 1415), Енглези су до почетка 1419. заузели Нормандију и северне покрајине Француске и продрли све до Париза, који је од маја 1418. био у рукама Бургунђана. Након што је њихов вођа, Жан Неустрашиви, убијен на преговорима са престолонаследником Шарлом, вођом Армањака (код Монтроа), Бургунђани су децембра 1419. у Руану склопили савез са Хенријем V. Затим, 21. маја 1420. су у име малоумног краља Шарла VI потписали мир у Троау, којим су, у суштини, предали Француску Хенрију V: престолонаследник Шарл је разбаштињен (проглашен копилетом), а француски краљ признао је Хенрија за свог наследника.
Међутим, странка Армањака на челу са престолонаследником Шарлом није признала мир у Троау: њих је подржавао већи део Француске јужно од Лоаре, и многа властела и градови у северној Француској. Да би постао стварни краљ Француске, Хенрију је предстојала дуга и исцрпљујућа борба за освајање бројних армањачких утврђених упоришта по читавој Француској.

## Битка
Почетком 1421. Томас, војвода од Кларенса, брат Хенрија V, сакупио је у Нормандији, по неким изворима, око 6.000 људи и кренуо у Анжу. Истовремено је престолонаследник Шарл, новцем покрајина наклоњених Армањацима, сакупио код Божеа најамничку војску од око 5.000 људи. Војвода од Кларенса окренуо се против те армањачке војске. Тежећи брзом исходу, поступио је супротно правилима енглеске тактике. Не сачекавши стрелце, устремио се са коњицом и разбио француску претходницу, али је у судару са њиховом главнином претрпео пораз.

## Последице
У тој бици (21. фебруара 1221) погинуло је преко 700 Енглеза, док су Французи имали само око 30 погинулих. Битка нкод Божеа показала је да су у  коњичким сударима Французи и даље били надмоћнији, упркос низу пораза при нападима на утврђене положаје енглеских стрелаца (код Поатјеа, Кресија и Азенкура). Та победа омогућила је престолонаследнику Шарлу да опседне Шартр и склопи тајни савез са војводом Бретање, али Шарлову војску потукао је 30. августа 1421. војвод Бургундије код Манс-ан-Вимеа (фр. Mans-en-Vimeu). Хенри V је у мају 1422. успео да заузме Мо и уђе у Париз, али била је то његова последња победа - умро је 3 месеца касније, оставивши власт свом осмомесечном сину Хенрију VI. У октобру исте године умро је и Шарл VI, а престолонаследник се прогласио за краља као Шарл VII и наставио борбу против Енгеза и Бургунђана.